# AfPak
Das Kofferwort AfPak bezeichnete ein gemeinsames Krisengebiet Afghanistan und Pakistan, weil in beiden Ländern ein bewaffneter Konflikt zwischen den jeweiligen Regierungen und Taliban sowie Al-Qaida-Kämpfern tobte. Darüber hinaus wird die Durand-Linie von Afghanistan nicht akzeptiert, welche 1893 zwischen Britisch-Indien und dem Emirat Afghanistan als Grenze festgelegt wurde. Letzteres war damals nicht voll souverän, seine Außenpolitik wurde von Großbritannien bestimmt.
Die AfPak-Strategie war eine im März 2009 unter den US-amerikanischen Präsidenten Obama entwickelte Strategie zur Stabilisierung Afghanistans mit der Einbeziehung aller Nachbarländer und Regionalmächte. Der Begriff AfPak stammt mit aller Wahrscheinlichkeit von Richard Holbrooke, Obamas Sonderbeauftragten für Afghanistan und Pakistan.
Nach Ansicht von Kritikern sowohl in Afghanistan als auch in Pakistan zwingt der Begriff zwei Staaten, die ein kompliziertes Verhältnis zueinander und unterschiedliche Probleme haben, in eine Worthülse.